# Saint-Just-Sauvage
Saint-Just-Sauvage ist eine französische Gemeinde mit 1.425 Einwohnern (Stand 1. Januar 2022) im Département Marne in der Region Grand Est; sie gehört zum Arrondissement Épernay und zum Kanton Vertus-Plaine Champenoise.

## Geografie
Die Gemeinde Saint-Just-Sauvage liegt zwischen den Flüssen Aube und Seine und am zwischen 1851 und 1974 betriebenen Canal de la Haute-Seine. Saint-Just-Sauvage setzt sich zusammen aus der Ortschaft Saint-Just, einer ehemals mächtigen Baronie in der Grafschaft Champagne und dem Weiler Le Sauvage.

## Bevölkerungsentwicklung
| Jahr                       | 1962 | 1968 | 1975 | 1982 | 1990 | 1999 | 2008 | 2018 |
| -------------------------- | ---- | ---- | ---- | ---- | ---- | ---- | ---- | ---- |
| Einwohner                  | 1348 | 1442 | 1440 | 1448 | 1393 | 1398 | 1508 | 1437 |
| Quellen: Cassini und INSEE |      |      |      |      |      |      |      |      |

## Persönlichkeiten
- Guillaume-Marie-Anne Brune (1763–1815), kaiserlicher Marschall, wurde hier am 13. Januar 1829 endgültig beigesetzt – 14 Jahre nach seiner Ermordung in Avignon.